# 石州瓦

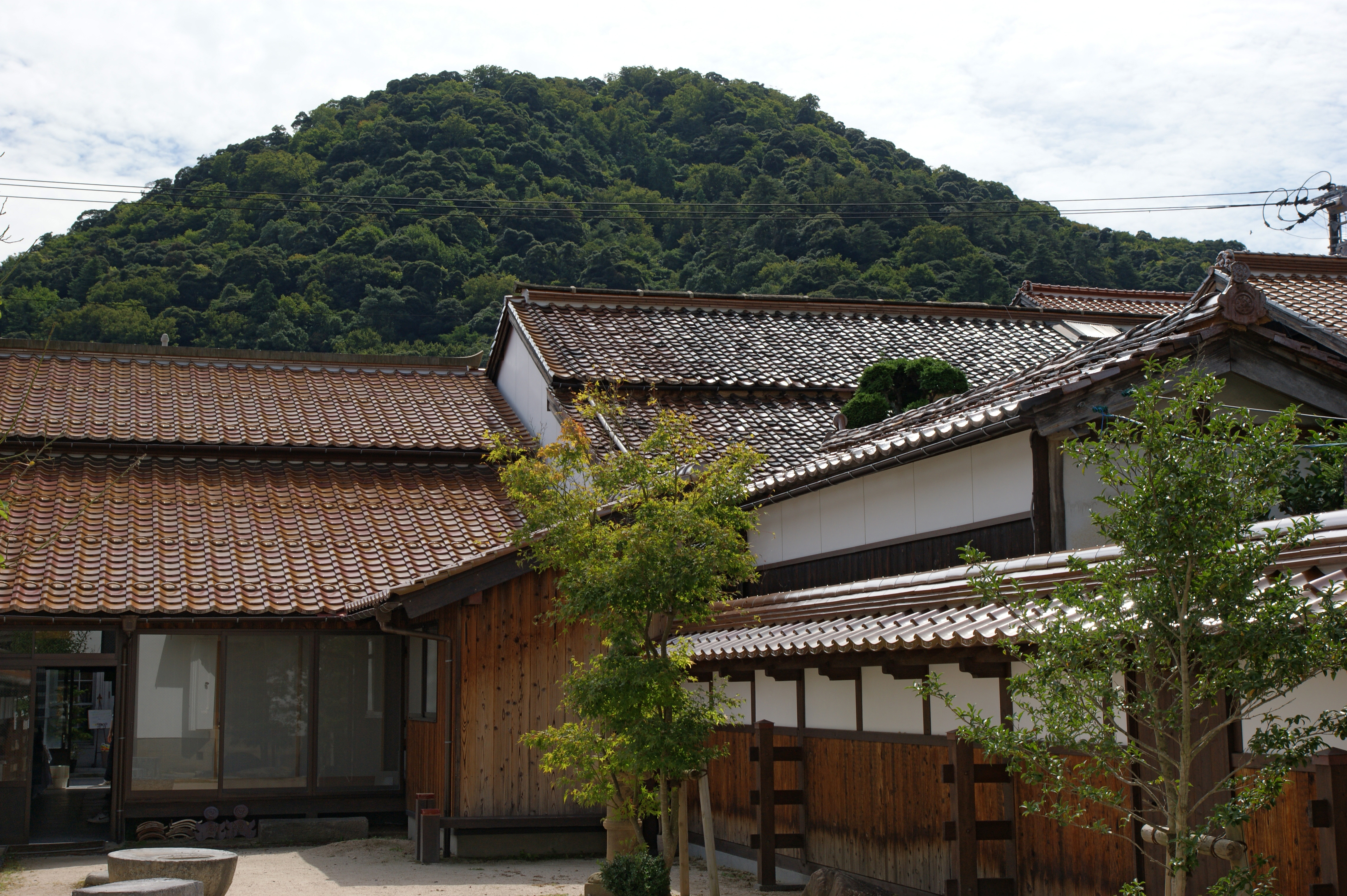
石州瓦の建物（鳥取県打吹玉川）

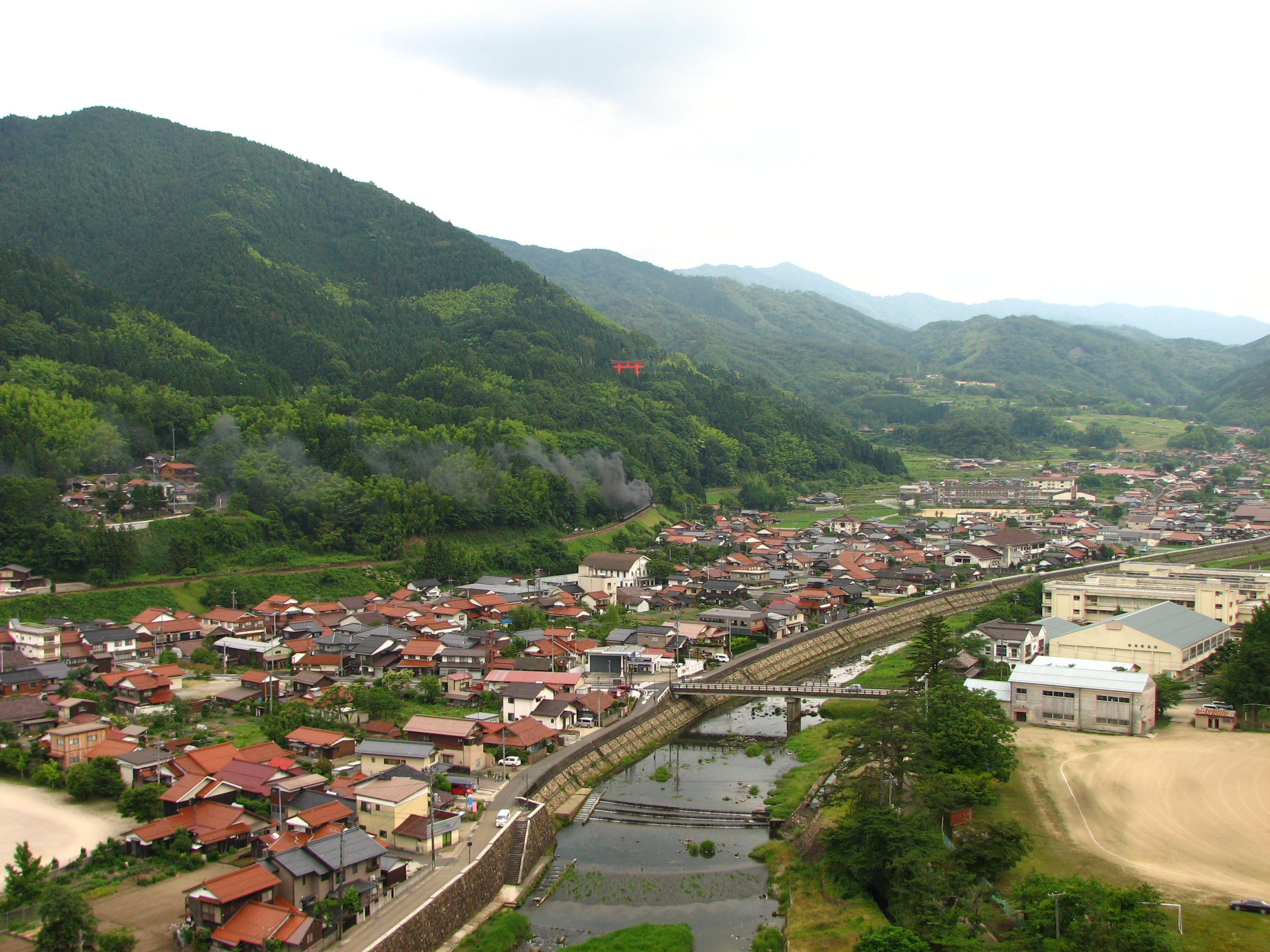
石州瓦の家々（島根県津和野町）

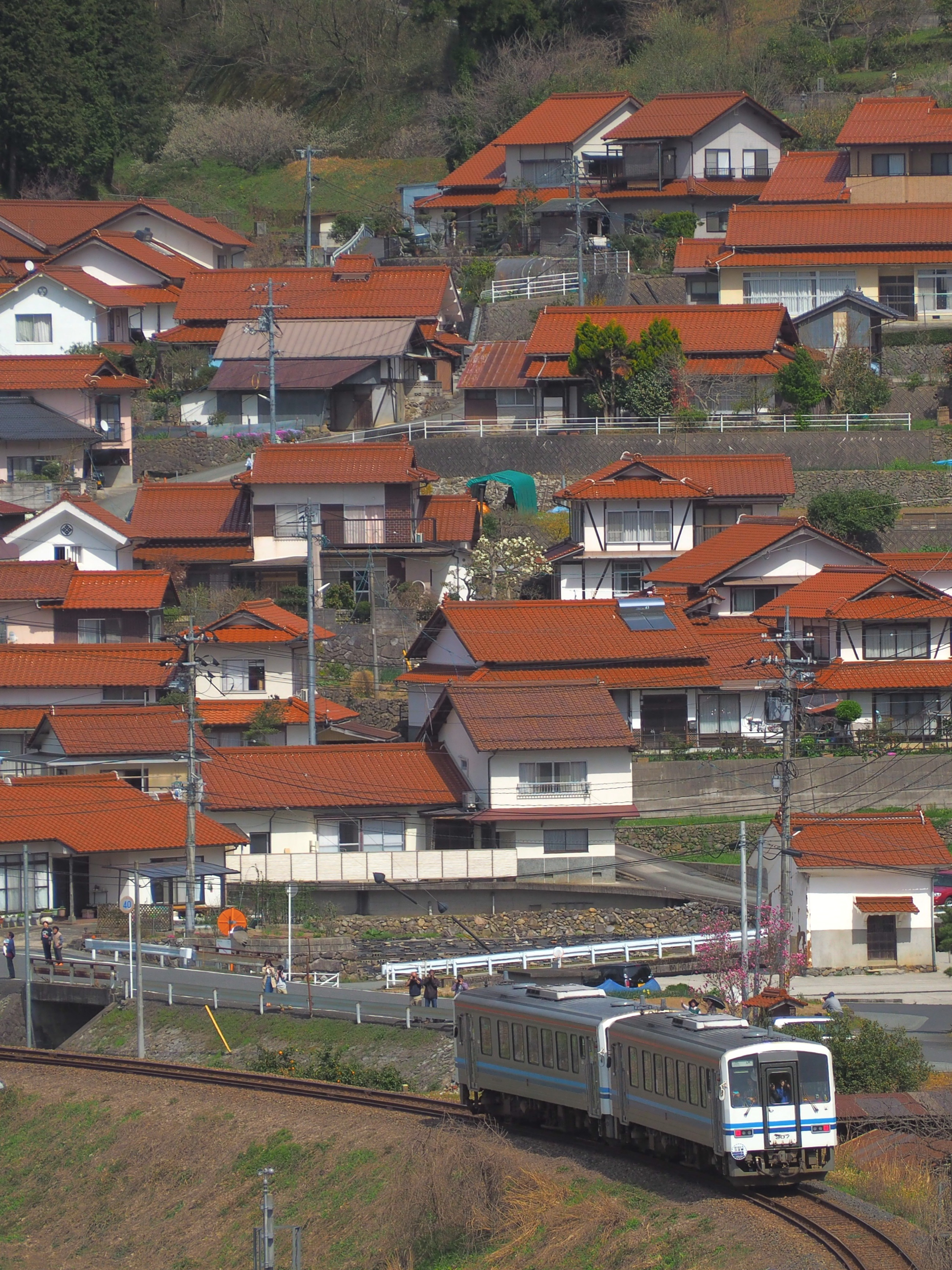
石州瓦の家並みを背に走る三江線（川本町）

石州瓦（せきしゅうがわら）は、島根県の石見地方で生産されている粘土瓦のこと。三州瓦、淡路瓦と並ぶ日本三大瓦の一つ。

## 概要
江津市都野津町を模式地とする「都野津層」の粘土を原材料とし、江津市、大田市、浜田市で生産されている。焼成温度が1200℃以上と高いため凍害に強く、日本海側の豪雪地帯や北海道などの寒冷地方でシェアが高い。釉薬瓦では全国シェアの約20％を占めている。最盛期には年産2億枚を超えていたが、2023年度は1741万枚にまで減少している。
独特の赤褐色で知られ、赤い屋根の町並みや集落を山陰地方では至るところで見ることができる。この色は、同じ島根県の出雲地方で産出される含鉄土石「来待石」を釉薬に使用することに起因する。

## 歴史
百済からの帰化人の影響で、この地方では古くから瓦が作られていた。石見国の国分寺建設にも用いられたという説があり、1600年頃に釉薬を使わない赤色瓦がこの地域で焼かれた事が確認されている。この前後の室町時代から江戸時代にかけて、浜田城や津和野城とその城下町の建築により生産が本格化してきたものと考えられる。
2007年4月に島根県内で初めて地域団体商標として登録されている。